# 古路坝天主教堂
聖伯多祿聖保祿主教座堂，俗稱古路坝天主教堂，曾是天主教汉中教区的主教座堂，位于中国陕西省陕南山区汉中市城固县西南11公里的董家营镇古路坝村。
1887年陕西南境代牧区成立后，于1896～1909年间在此建造主教座堂。陆续建成大公馆、小公馆、拉丁修院、修女院、育婴堂、养老院。整个主教府建筑群共有房屋505间，规模宏大，建筑风格中西合璧。罗马式的大堂建筑面积1100平方米，装有花窗玻璃。祭台下面的地下室埋葬有30多名中外主教、神父。
抗日战争期间，1938年8月，由北洋工学院、北平大学工学院、东北大学工学院、私立焦作工学院四所工学院组成的西北联大工学院，院址设于古路坝天主堂，历时八年之久，直至1946年。1949年以后，新政府接管育婴堂、养老院、拉丁修院。文化大革命期间，大堂、小公馆被拆毁。现存大公馆、修女院两个四合院，近100间房。

## 保护
古路坝天主堂公布为城固县文物保护单位。2003年9月24日，作为西北联大工学院旧址，公布为第四批陕西省文物保护单位，编号4-5-19，保护范围包括主教公馆与修女院两座建筑。
2019年10月7日，作为国立西北联合大学办学旧址的一部分，公布为第八批全国重点文物保护单位。